# قلعه فتویه
 قلعهٔ فتویه  قلعه‌ای تاریخی واقع در دهستان فتویه از توابع بخش مرکزی شهرستان بستک در غرب استان هرمزگان، یکی از آثارهای تاریخی و از نقاط دیدنی استان هرمزگان در جنوب ایران است.
آثار «قلعهٔ فتویه» که قدمت بنای آن به دورهٔ پیش از اسلام می‌رسد در دل کوه گاه‌بست و در جنوب دهستان فتویه، مشرف بر این دهستان واقع شده‌است،
ویکی از قلعهٔ‌های تاریخی منطقه‌است. این قلعه در جنگهای محلی که بین خوانین بستک و نصیر خان لاری رخ داده‌است نقش مهمی داشته‌است.
مصالح به کاررفته، سنگ‌های بزرگ و ملاط آن گِل و گچ است، واحیاناً از ساروج در شالدهای اساسی قلعه نیز استفاده شده‌است. آثار این قلعه در جنوب شرقی دهستان فتویه در گوده شهرستان بستک باقی مانده‌است.